# Carvalhal Benfeito
Carvalhal Benfeito is een plaats (freguesia) in de Portugese gemeente Caldas da Rainha en telt 1 339 inwoners (2001).